# Gare de Saint-Quentin-en-Yvelines - Montigny-le-Bretonneux
Pour les articles homonymes, voir Gare de Montigny.
Ne doit pas être confondu avec Gare de Saint-Quentin, Gare de Saint-Quentin-Fallavier ou Gare de Villers-Bretonneux.
La gare de Saint-Quentin-en-Yvelines - Montigny-le-Bretonneux est une gare ferroviaire française de la ligne de Paris-Montparnasse à Brest, située dans l’agglomération de Saint-Quentin-en-Yvelines, sur le territoire de la commune de Montigny-le-Bretonneux, dans le département des Yvelines, en région Île-de-France.
Cette gare de la Société nationale des chemins de fer français (SNCF) est desservie par les trains de la ligne N du Transilien (réseau Paris-Montparnasse), par ceux de la ligne U du Transilien (ligne La Défense – La Verrière), par ceux de la ligne C du RER et par ceux du réseau TER Centre-Val de Loire.

## Situation ferroviaire

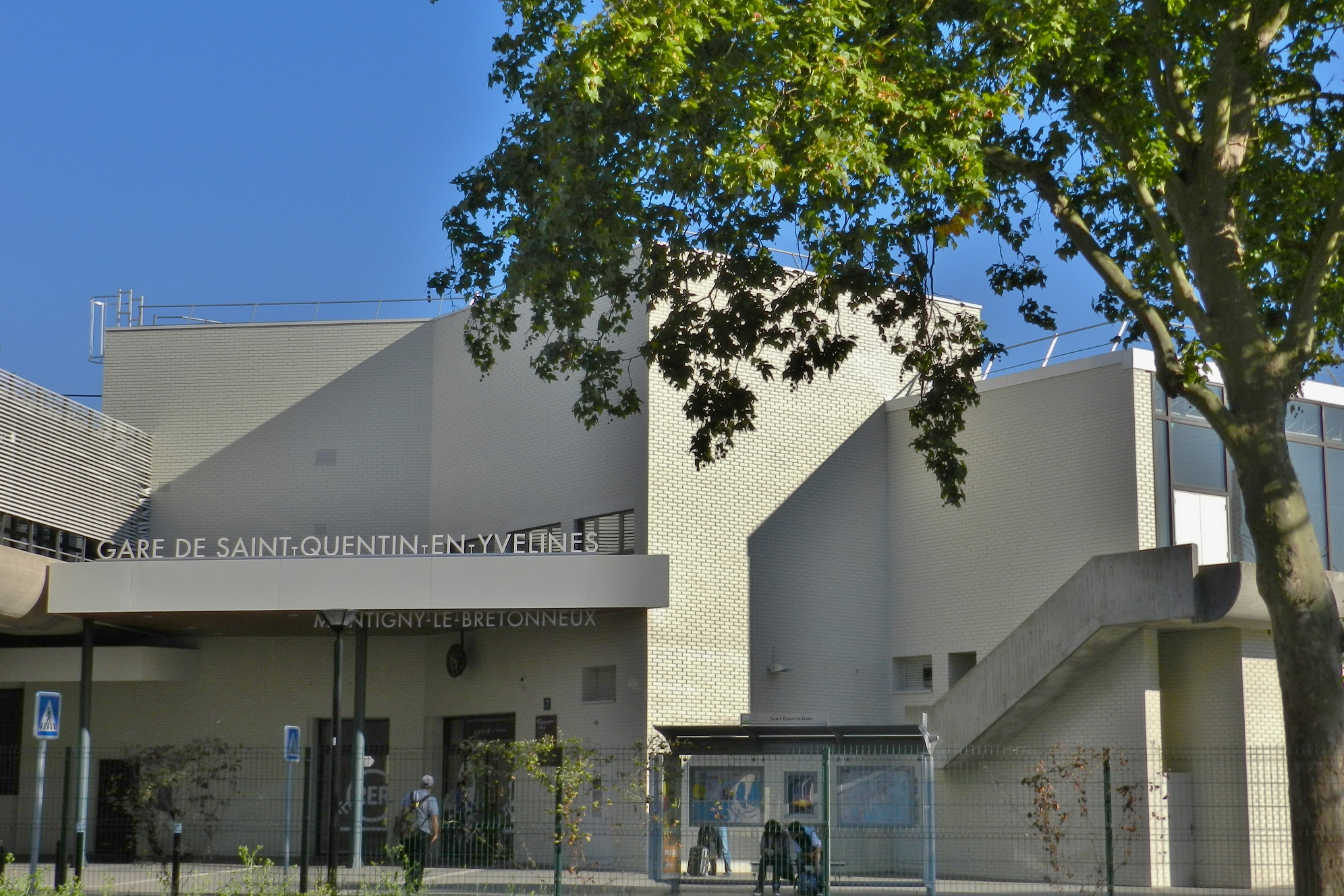
Entrée du bâtiment voyageurs, côté Pas du Lac (nord-ouest des voies).

Établie à 164 m d'altitude, la gare de Saint-Quentin-en-Yvelines - Montigny-le-Bretonneux est située au point kilométrique (PK) 23,989 de la ligne de Paris-Montparnasse à Brest, entre les gares de Saint-Cyr et de Trappes.

## Histoire
La gare est ouverte au public en 1975, lors de la création de la ville nouvelle de Saint-Quentin-en-Yvelines.

## Fréquentation
De 2015 à 2022, selon les estimations de la SNCF, la fréquentation annuelle de la gare s'élève aux nombres indiqués dans le tableau ci-dessous.
| Année     | 2015       | 2016       | 2017       | 2018       | 2019       | 2020      | 2021      | 2022      |
| --------- | ---------- | ---------- | ---------- | ---------- | ---------- | --------- | --------- | --------- |
| Voyageurs | 13 789 333 | 13 381 659 | 12 912 173 | 12 196 000 | 11 640 712 | 4 872 956 | 5 594 284 | 9 601 190 |

## Service des voyageurs

### Accueil
La gare dispose d'un bâtiment voyageurs avec des guichets Île-de-France, une agence Transilien et une boutique Grandes Lignes. Elle dispose également d'automates (Transilien et Grandes Lignes), du système d'information sur les circulations des trains en temps réel, du dispositif de contrôle des billets élargi et de boucles magnétiques pour personnes malentendantes. Depuis sa rénovation, elle abrite également plusieurs commerces, notamment de restauration et de proximité.
Elle est équipée de trois quais centraux desservant six voies. Le changement de quai se fait par un passage souterrain.

### Desserte

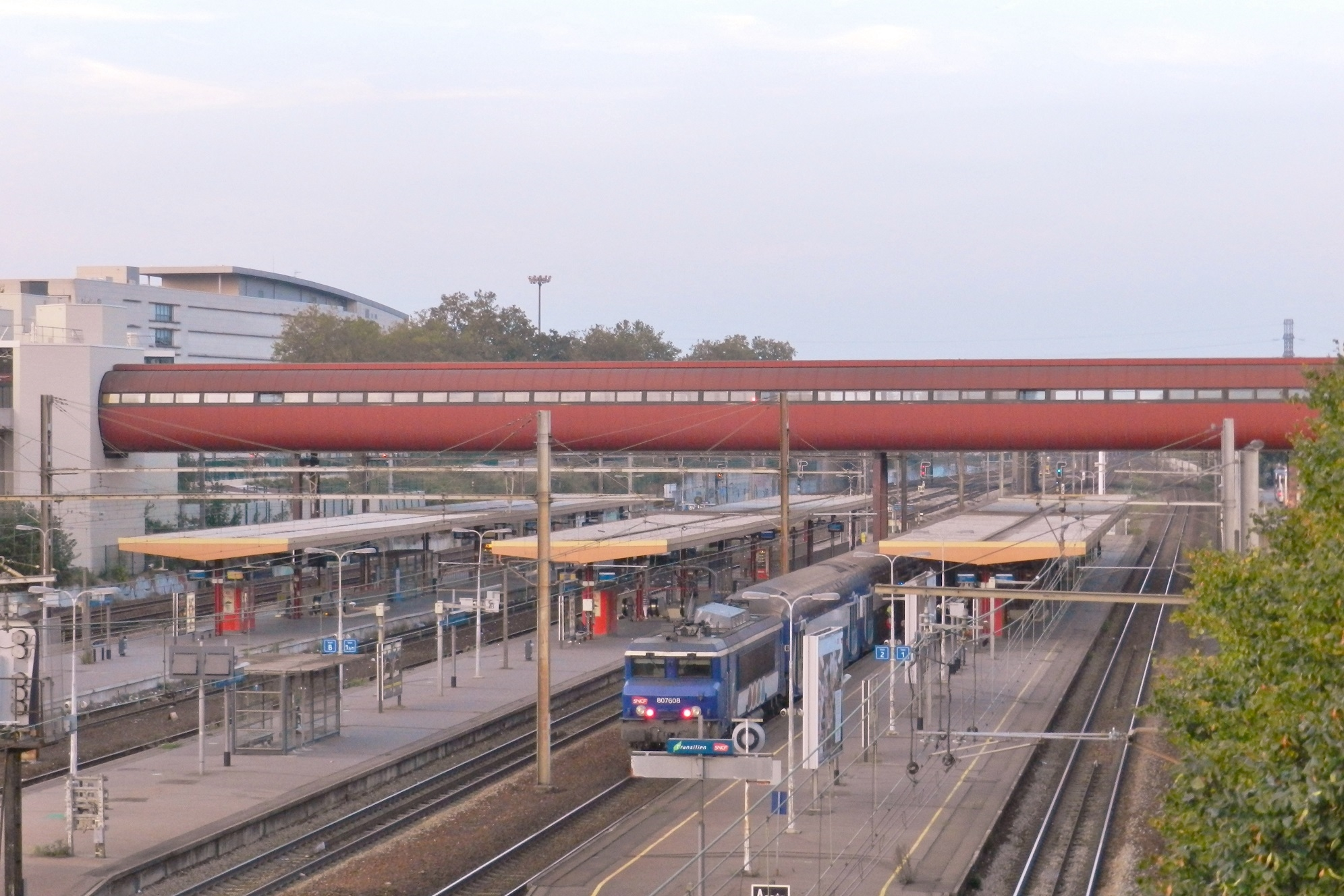
Rame BB 7600 + VB2N à quai, de la ligne N.

En 2015, la gare est desservie par :
- des trains de la ligne N du Transilien (branche Paris - Rambouillet), à raison[3] d'un train toutes les 30 minutes, sauf aux heures de pointe où la fréquence est d'un train toutes les 15 minutes. Les trajets sont assurés par des voitures de banlieue à deux niveaux (VB 2N), tractées ou poussées en réversibilité par des BB 7600 ou des BB 27300. Le temps de trajet est d'environ 30 minutes depuis Rambouillet et de 24 minutes à 37 minutes depuis Paris-Montparnasse ;
- des trains de la ligne U du Transilien, à raison[4] d'un train toutes les 30 minutes, sauf aux heures de pointe où la fréquence est d'un train toutes les 15 minutes. Le temps de trajet est d'environ 10 minutes depuis La Verrière et 33 minutes depuis La Défense.
- des trains de la ligne C du RER (branche C7), dont elle est le terminus, à raison[5] d'un train toutes les 30 minutes, sauf aux heures de pointe où la fréquence est d'un train toutes les 15 minutes. Les trajets sont assurés par des Z 5600, Z 8800, Z 20500 et Z 20900. Le temps de trajet est d'environ 1 heure 50 minutes depuis Saint-Martin-d'Étampes, et d'environ 40 minutes depuis Paris-Invalides. Lors des périodes de pointe de semaine, des trains en provenance (le soir) et à destination (le matin) de Dourdan circulent également. Le temps de trajet est d'environ 2 heures depuis Dourdan - La Forêt.

Depuis décembre 2020, un TER de la ligne Paris – Chartres effectue un arrêt à Saint-Quentin-en-Yvelines du lundi au vendredi, uniquement dans le sens Paris-province. Le trajet dure 20 minutes depuis Paris-Montparnasse ; il est assuré par des Regio 2N ou par des TER 2N NG de la région Centre-Val de Loire.

### Rénovation
Une rénovation a eu lieu entre les mois de février 2011 et de septembre 2013 : réfection de la salle des pas perdus, modification des façades, création d'un passage piéton avec commerces (ces derniers sont déplacés temporairement dans des constructions modulaires extérieures). Une nouvelle entrée sera aussi créée côté RD 10. Enfin, d'anciennes infrastructures abandonnées (un restaurant et une bibliothèque universitaire) seront rénovées.
Au mois de mars 2012, l'ancienne bibliothèque universitaire a été totalement détruite afin d'accueillir la future gare routière destinées aux bus interurbains circulant sur le côté RD 10 (qui sera transformée plus tard en boulevard urbain) de la gare SNCF.
Le 7 mars 2012, une première moitié rénovée de la salle des pas perdus a été ouverte au public, qui a pu constater l'ampleur des travaux exécutés. Cette ouverture donne lieu au même moment à la fermeture de la seconde moitié de cette salle pour procéder également à sa rénovation. De son côté, la gare de bus souterraine a aussi subi un inversement de son entrée pendant la durée des travaux.
Depuis mai 2013, l'autre partie de la salle des pas perdus a été ouverte au public ; la station souterraine possède donc de nouveau ses deux accès libres, avec ses deux ascenseurs pour les personnes handicapées.
La gare rénovée est inaugurée officiellement le 18 septembre 2013.

### Intermodalité
La gare est desservie par les lignes 5103, 5104, 5105, 5110, 5111, 5133, 5134, 5142, 5143, 5144, 5145, 5150, 5151, 5152 et 5198 du réseau de bus de Saint-Quentin-en-Yvelines, par les lignes 5315, 5367 et 7812 du réseau de bus Centre et Sud Yvelines, par les lignes 5116, 5154, 7803, 7804, 7805, 7807, 7816, 7818 et 9111 du réseau de bus Île-de-France Ouest, par la ligne 100 du réseau de bus de Poissy - Les Mureaux, par la ligne 6251 du réseau de bus Grand Versailles, et, la nuit, par les lignes N161 et N162 du réseau Noctilien.
Trois gares routières existent pour les lignes de bus : de chaque côté de la RD10 et de la voie ferrée, et une gare souterraine qui permet une traversée plus rapide du centre-ville.
Un parking et un parc à vélos sont aménagés à ses abords.

## Galerie de photographies

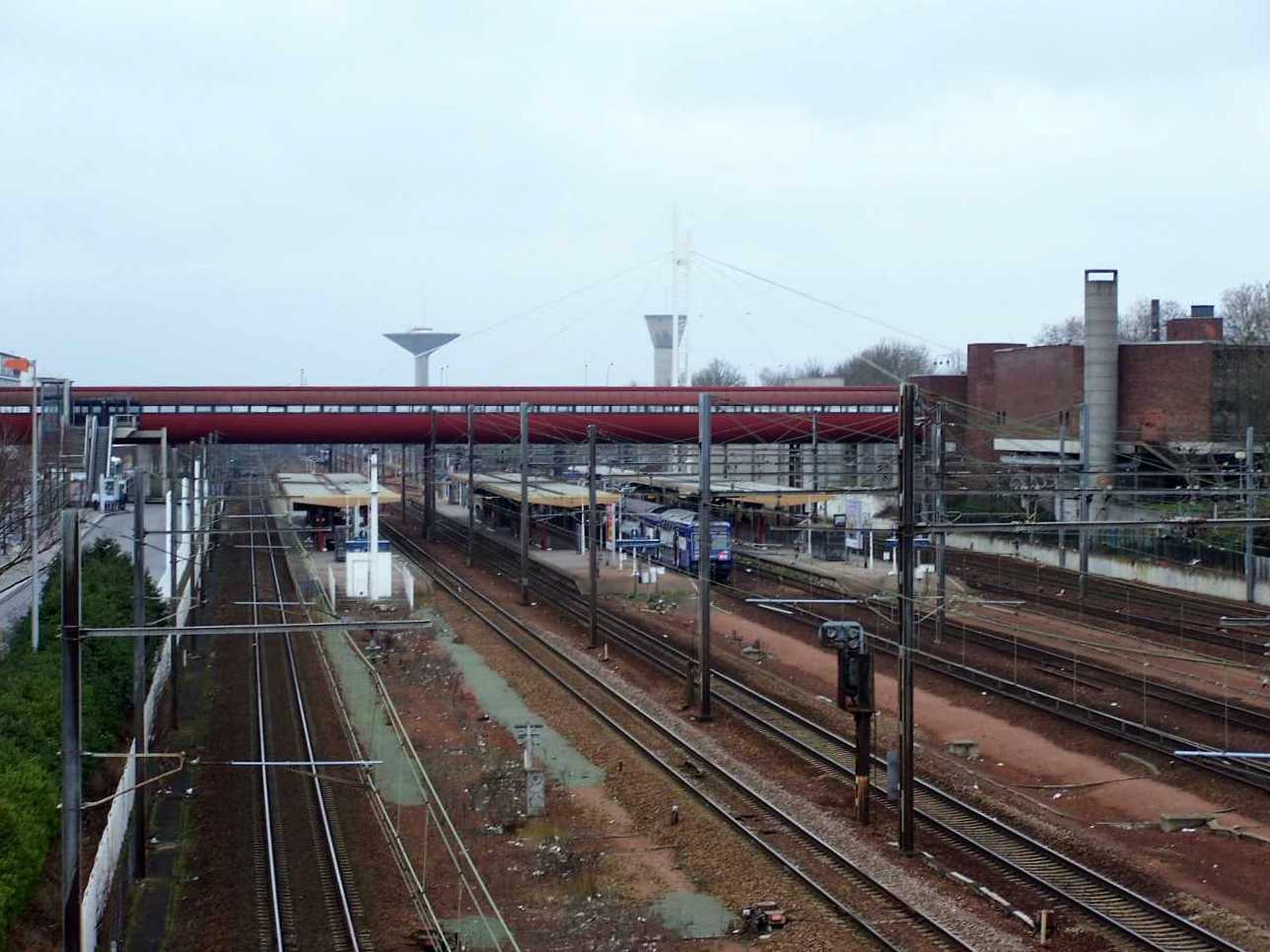
Vue générale de la gare avec sa passerelle.
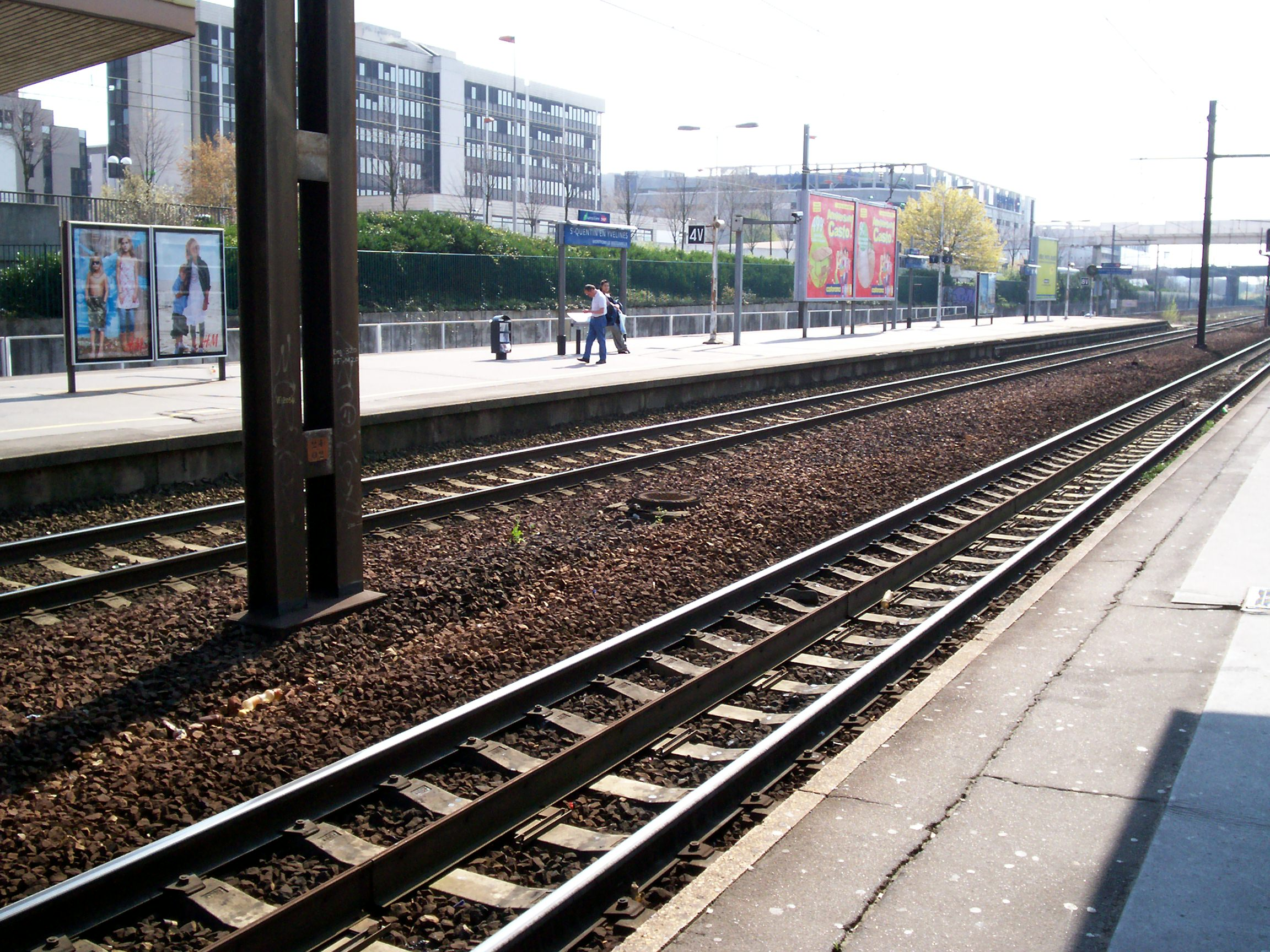
Quais.
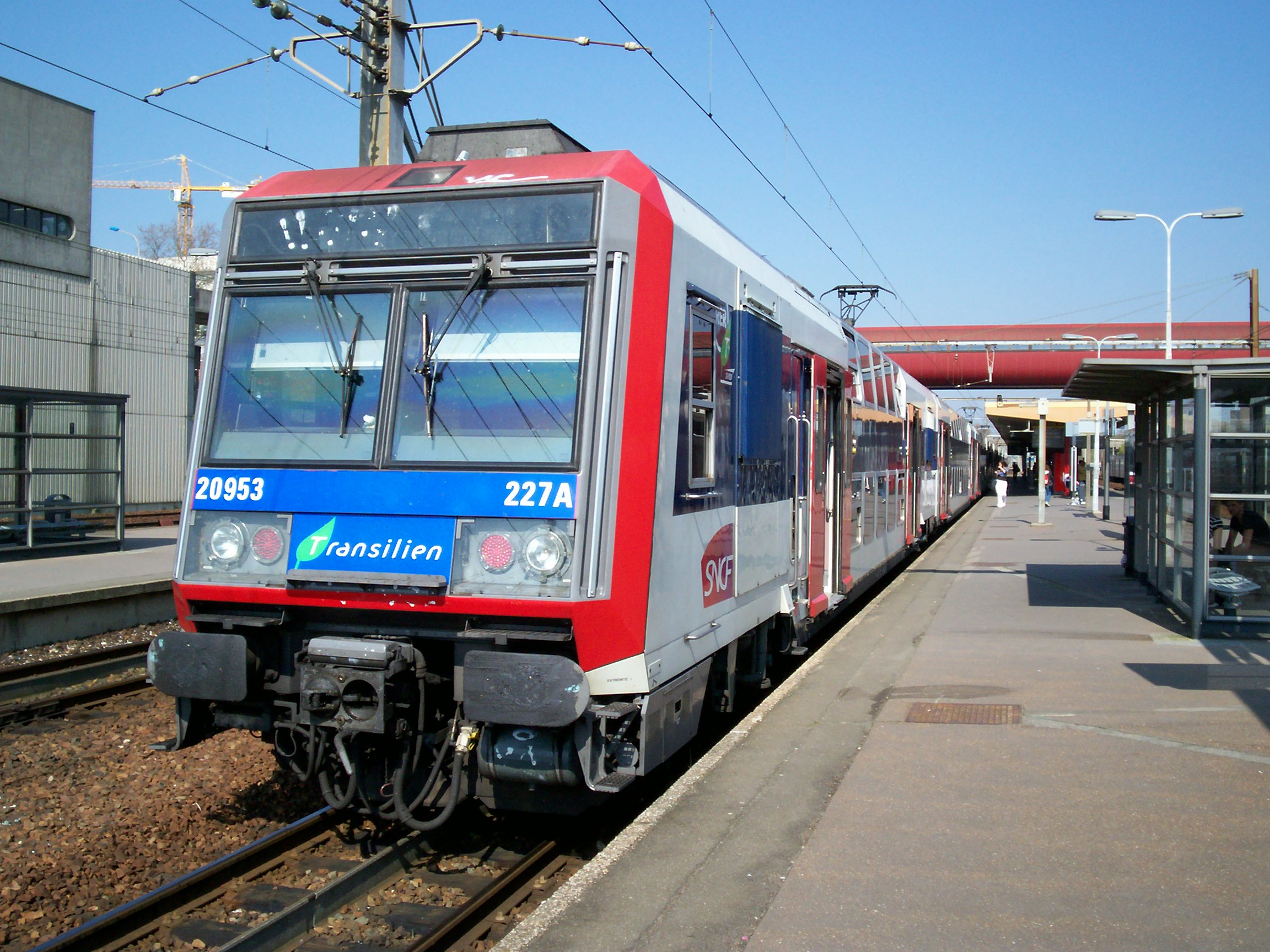
Rame Z 20900 du RER C en gare.
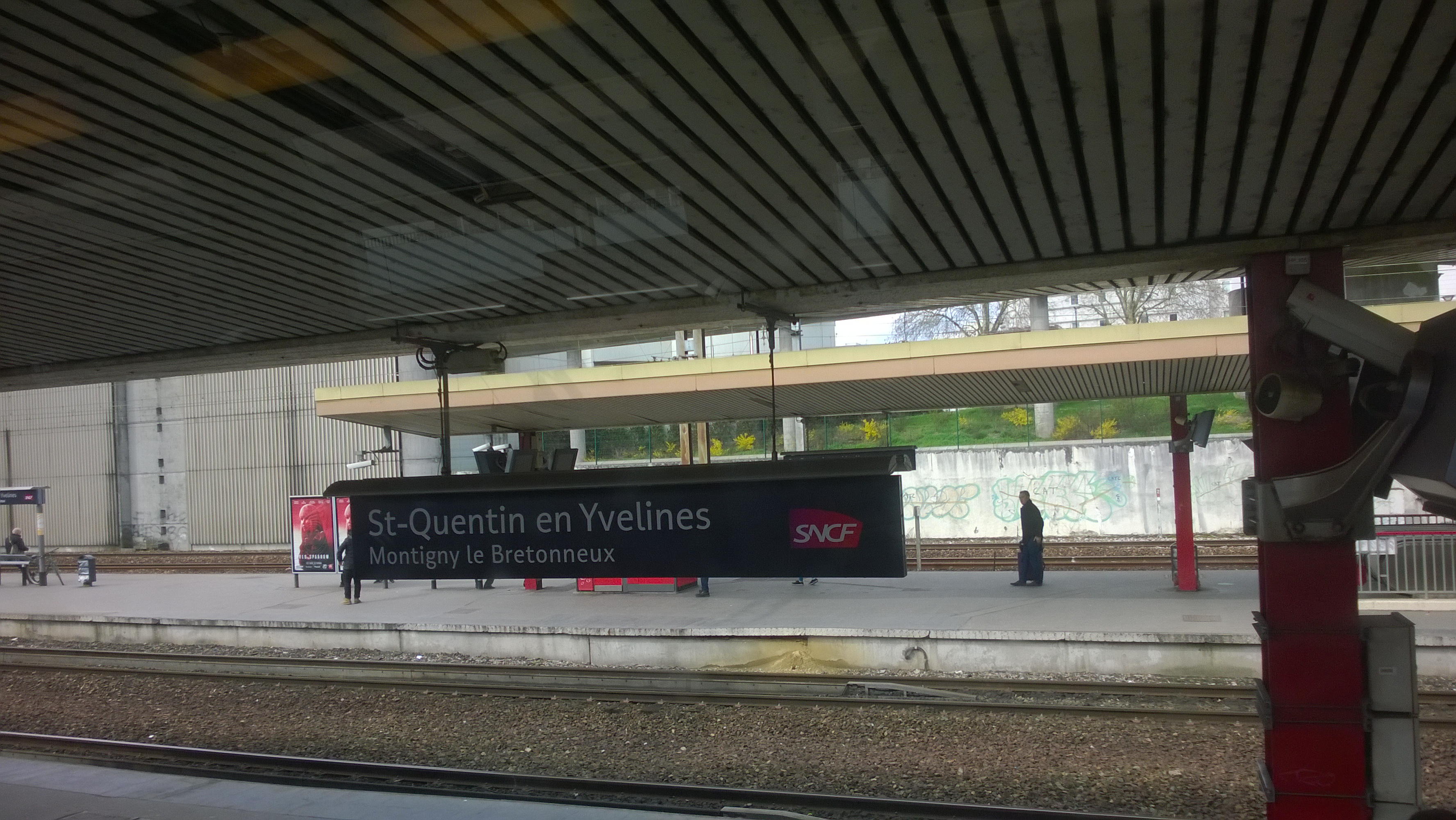
Signalétique de la gare.
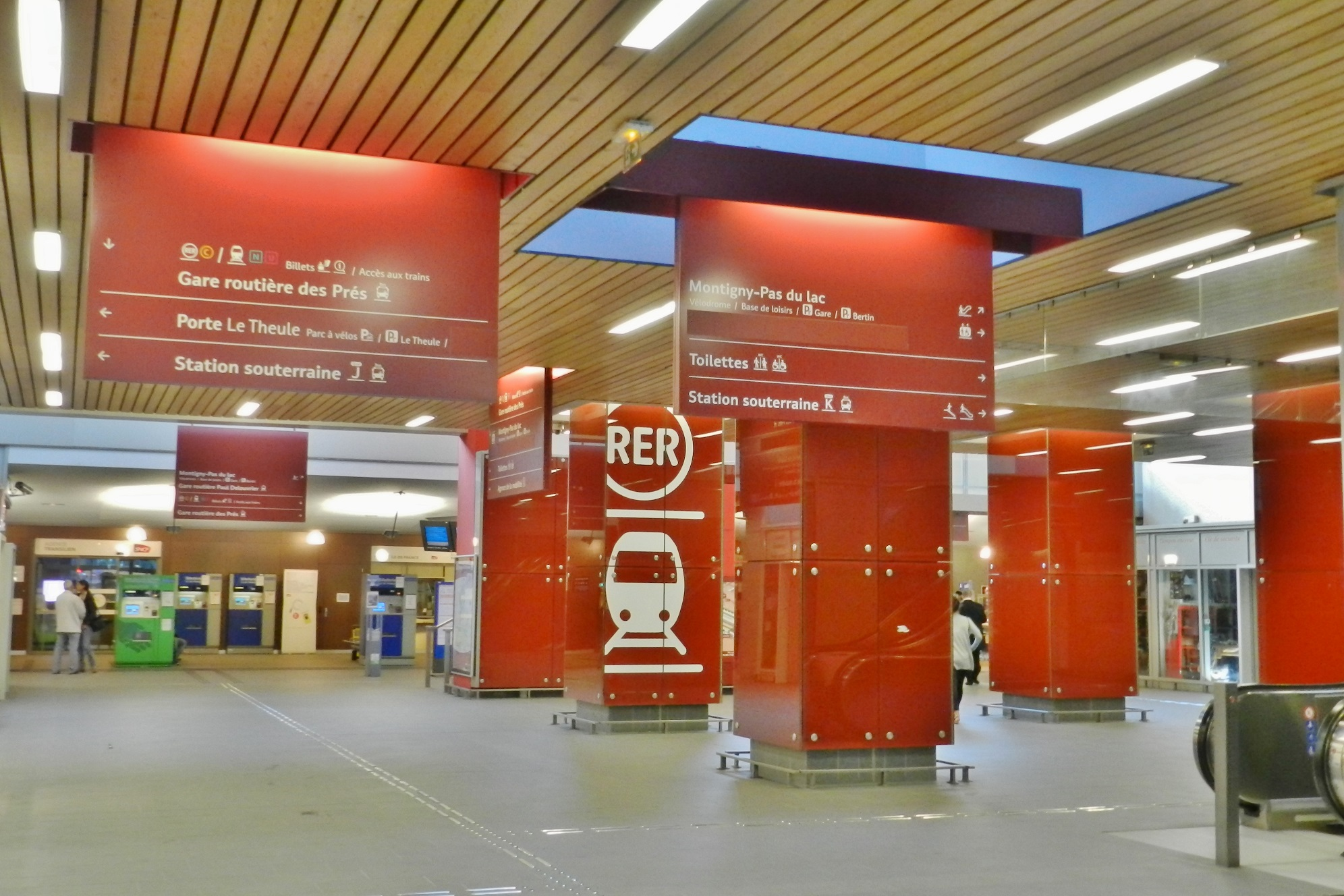
La salle des pas perdus, rénovée.